# Дроморский собор
Дроморский собор (англ. Dromore Cathedral) — один из двух англиканских соборов Церкви Ирландии в диоцезе Дауна и Дромора (второй — собор Святой Троицы в Даунпатрике). Расположен в городе Дромор в Северной Ирландии.

## История
Около 510 года святой Колман возвёл первую церковь на этом месте — плетеную глинобитную постройку. Её заменила средневековая церковь, которую разрушили в конце XVI века. Церковь была снова перестроена и в 1609 году Патентной грамотой Якова I получила статус кафедрального собора — собора Христа Искупителя. В 1641 году и это здание было разрушено.
Нынешнее здание было построено при епископе Джереми Тейлоре в 1661 году; это была узкая церковь длиной 30 метров. В 1811 году епископ Томас Перси добавил к нефу короткий придел под прямым углом, таким образом сформировав L-образный план этажа. В 1870 году были пристроены полукруглое святилище и придел для органа. Наконец, в 1899 году был добавлен дополнительный боковой неф, параллельный главному, который завершил традиционный прямоугольный план этажа.
В соборе погребены епископы Дромора Джереми Тейлор (1613—1667) и Томас Перси (1729—1811), которые много сделали для епархии и собора.